# Kimbanguïstische Kerk

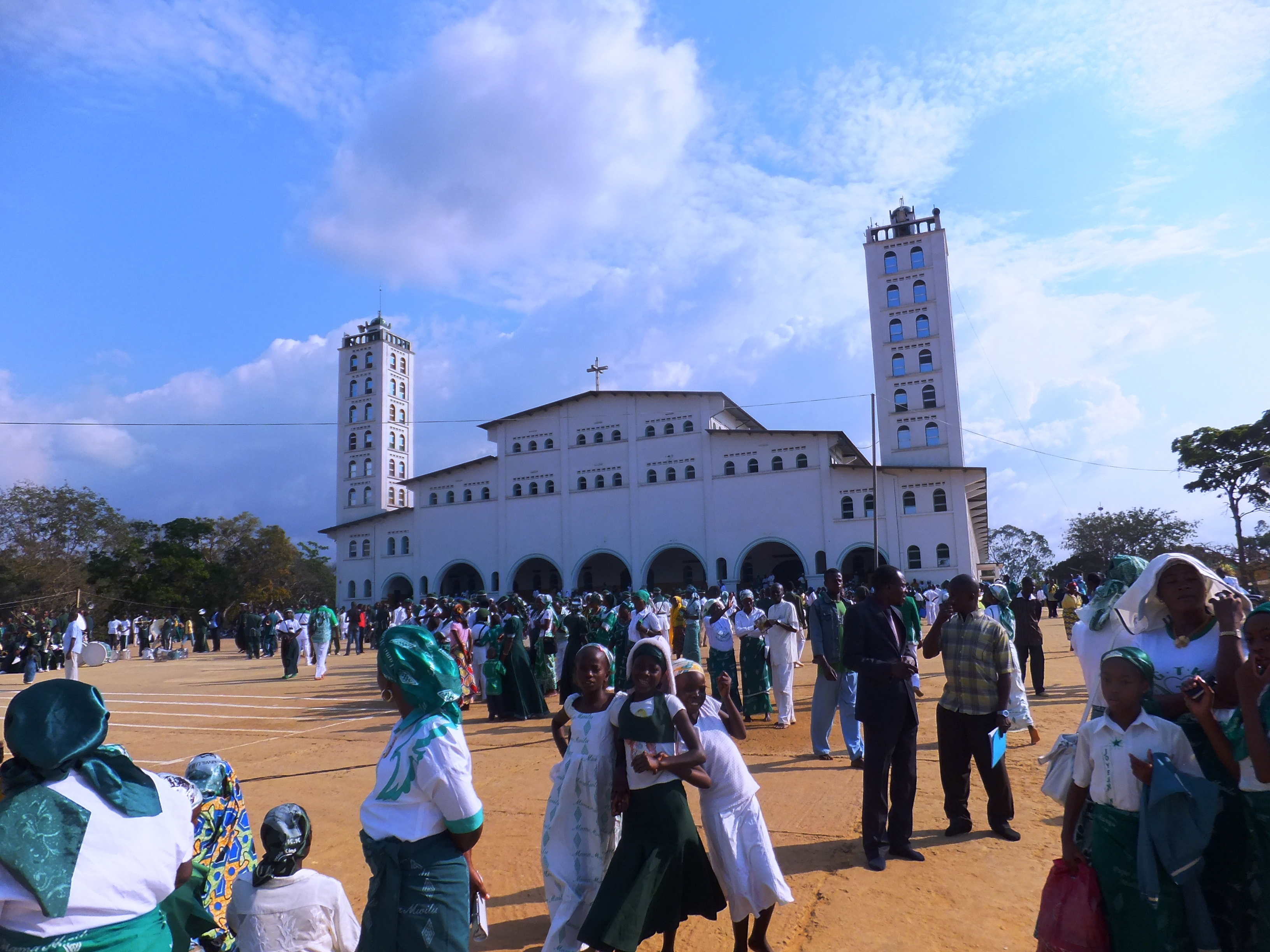
Kimbanguïstische kerk in Nkamba

De Kimbanguistische Kerk is ontstaan als een religieuze beweging rond Simon Kimbangu (1887-1951). Deze beweging evolueerde tot een onafhankelijke Afrikaanse christelijke kerk. De officiële naam is sinds 1987 "Église de Jésus-Christ sur la terre par son envoyé spécial Simon Kimbangu" (EJCSK). De EJCSK is sinds 1969 lid van de Wereldraad van Kerken. In Kinshasa is er een Kimbanguïstische Universiteit.
Rond 1995 telde de EJCSK ongeveer 5.000.000 gelovigen, tien jaar later meer dan 15.000.000 in Afrika, Europa en Zuid-Amerika.

## Ontstaan
Volgens de Kimbanguïstische traditie is de Kerk ontstaan op het ogenblik dat Simon Kimbangu begon met prediken en genezen (6 april 1921). Als organisatie is de Kerk het werk van Simons jongste zoon Joseph Diangienda. Na een bezoek aan zijn vader in de gevangenis, in 1948, begon hij de verbannen en ondergedoken volgelingen van zijn vader te verenigen. Hij kreeg de leiding van de Kerk (1956) die in 1959, net vóór de onafhankelijkheid van Belgisch-Kongo, werd erkend.

## Theologie
De mens kan slechts het heil vinden als aan drie voorwaarden is voldaan:
- De goddelijke genade (noodzakelijk maar niet voldoende),
- Het geloof in God en zijn Messias en
- Goede werken.

De biecht gebeurt bij voorkeur openbaar. Het doopsel wordt toegediend door gebed en handoplegging. Voor de communie worden honing en een baksel op basis van aardappelen, eieren, maïsmeel en bananen gebruikt. Polygamie is niet toegestaan.
De geboorteplaats van Kimbangu is het nieuwe Jeruzalem en het spirituele centrum van de Kerk: Nkamba Jérusalem.